# 侵略
侵略（、英: aggression）とは、直接武力をもって他国の領域に侵入したり、攻撃すること、一国が他国に対する要求を貫徹するために武力行使によって事態を変更せしめること、他国に攻め入って土地や財物を奪い取ること、他国の主権を侵害すること、などを意味する。1974年に国連が「国家による他の国家の主権、領土保全もしくは政治的独立に対する武力の行使」または「国際連合の憲章と両立しないその他の方法による武力の行使」と定義した。しかし、侵略側は自己の行動を否定したり、自衛や勢力均衡のためと正当化したり、被侵略側に責任転嫁することがあるので、侵略行為の認定は困難であり、国際法上の定義は明確ではない。また、国連安全保障理事会は、侵略国と被侵略国(自衛権行使国)を認定できるが、拒否権の発動など国際政治の情勢に左右される。
漢字としての「侵」は「おかす」「そこなう」を意味し、「略」は「かすめとる」「攻めとる」「奪う」の意味で、英語でのaggressionという語は「他人を脅迫したり、危害を加えるような語りや行動」「他者に対する脅威または力を使用する行動」を意味する一般名詞である。（形容詞はaggressive）。
現代の意味での「侵略 (aggression)」が使用されたのは第一次世界大戦の講和条約であるヴェルサイユ条約（1919年）においてであり、これに調印した大正9年当時の日本政府は「攻撃」と訳した。
直接武力による行動を直接侵略、ひそかに武器等を送ったり，経済的政治的圧力が高度になる場合は間接侵略ともいう。

## 侵略の定義

### 前史
侵略戦争に対する裁判を記録した最古のものとしては、1268年のホーエンシュタウフェン朝コッラディーノのイタリア侵攻に対するものが残されている。
植民地支配と侵略の意味合いの違いは、明確な区別をつけることがしばしば難しいとされてきた。この問いは、体制的かそうでないかという定義付けもされたが、厳密に区分けすることは困難であった。この問題の背景には、欧米列強による植民地支配が、アフリカ大陸、アジア諸国、アメリカ大陸など世界中で歴史的に行われてきたことにある。オランダは約350年にわたりインドネシアにおいて、強制的栽培制度でコーヒーなどの作物をプランテーションで栽培させた。またフランスはインドシナ半島東部にて、土地没収令を敷き、農民は小作人からさらに債務奴隷へと没落した。イギリスは、インドにてムガル皇帝を廃して東インド会社を設立、綿織物で利益を上げ、その後インドにケシ栽培を強制し、大量のアヘンを中国に密輸し、これを清が取り締まったことを口実にアヘン戦争を仕掛け、香港の租借に至った。

### ヴェルサイユ条約(1919)
現代国際法上における侵略の定義については西欧国際法における国際犯罪概念の発展段階により徐々に形成されてきたものであった。今日の意味での「侵略」aggressionが使用されたのは1919年のヴェルサイユ条約においてであり、231条の戦争責任条項に明記されたことを端緒とする。連合国が被った全ての損害の責任は、aggression（攻撃、侵略）によって戦争をひきおこしたドイツおよびその同盟国の側にあると規定された。
この条約に署名した大正9年当時、日本の条約文では aggression　を「侵略」でなく「攻撃」と翻訳された。
その後、国際連盟期における1920年の国際連盟規約11条、ジュネーブ議定書、ロカルノ条約(1925年)、不戦条約(1929年)などで戦争の違法化が合意されつつあったものの、侵略の定義化は非常に困難であった。オースティン・チェンバレンは侵略を定義すれば無実のものにとっては罠となり、侵略を企図する者にとっては抜け道を探すための基準となると述べ、その定義化に反対した。ラムゼイ・マクドナルドが「侵略の責任の帰着を判定するの能のある者は戦後五十年を経て筆を執る歴史家であって、開戦の際における政治家にあらず」と述べている。その後国際軍縮会議で一応の合意が見られたのは、国際条約上の義務を無視して開戦した場合に侵略とされるということであったが、条約違反の認定で相互に意見が異なるのは当然であり、問題が完全に決着したとは言い難い情況であった。

### リ卜ヴィノフ案
明文として侵略を定義した条約としてはソビエト連邦および周辺諸国を中心として締約された侵略の定義に関する条約が最初のものである（1933年7月3日署名、1933年10月16日発効）。これは1933年2月6日のジュネーヴ軍縮会議でリ卜ヴィノフLitvinovは「侵略国に侵略の口実を与えないことが重要である」と演説で述べた。この条約案に示された侵略の事例としては，宣戦布告の場合のほかでも、宣戦せずに他国の領土に侵攻した場合，軍隊が他国の領土に発砲した場合，他国の船や航空機を故意に攻 撃した場合，他国の許可を得ず，または許可された条件を守らずに，他国の領土に軍隊が進駐した場合，湖岸や港を封鎖した場合などが挙げられた。しかしこの条約自体は東欧圏を中心とした8カ国（のち9カ国）によるものにとどまり、国際的な承認を受けたものとは言いがたいものであった。

### 国際連合による侵略の定義の決議

#### 侵略の定義に関する決議
第二次世界大戦後、国際連合が発足した。朝鮮戦争に関する討議が行われている最中の1950年11月3日、ソビエト連邦代表は侵略の用件を列挙する形で侵略の定義の決議案を提出した。しかし列挙方式か、一般的抽象表現で行うかについて争いがあり、いずれの提案も成立しなかった。その後たびたび侵略の定義に関する特別委員会が設置されて討議が行われたが、結論が出たのは24年後の1974年になってからであり、12月14日に国際連合総会決議3314が成立した。
しかしこの総会決議による定義は各国に対する拘束力はなく、現在もある国家実行を侵略と認定するのは国際連合安全保障理事会に委ねられている。国連総会で侵略の定義についての一応の合意があったことは事実ではあるが、依然としてその解釈や有効性については争いがある。

#### 国際刑事裁判所ローマ規程
2010年6月11日、カンパラで開かれた国際刑事裁判所ローマ規程再検討会議において、国連総会決議3314を下地に規程独自の定義を盛り込んだ同規程の改正決議が採択された。同規程の改正は2012年5月現在発効していないが、ローマ規程の締約国（現在121カ国）に憲法上の手続きに則った批准を求める点で、これまでの国際条約の中で最も拘束力を持つ定義となる可能性がある。
国際刑事裁判所(ICC)の管轄犯罪に関するローマ規程で2010年に採択された「侵略犯罪(Crime of Aggression)」では、「国の政治的または軍事的行動を、実質的に管理を行うかまたは指示する地位にある者による、その性質、重大性および規模により、国際連合憲章の明白な違反を構成する侵略の行為の計画、準備、着手または実行」と定義される(第8条の2)。

## 日本国内での「侵略」をめぐる議論
日本は太平洋戦争において中国、東南アジアへの侵攻を行い、東京裁判において侵略国家としての戦争責任を追及され、戦後70年を経ても日本の戦争謝罪や日本の戦争賠償と戦後補償を続けているが、侵略であるかにはまだ議論がある。
日本では、第一次教科書問題などの歴史教科書問題などで、「侵略」という用語をめぐる議論がされている。

### 共産圏国家の軍事行動を「進入」と表現する事例
家永三郎は、1993年に検定申請した教科書『日本史B』において、朝鮮戦争に関する記述に「1950年（昭和25年）朝鮮民主主義人民共和国軍が統一を目指して南進し」とし、共産主義側の侵略（武力をもって他国に侵攻することは侵略である）を糊塗する「南進」という表現を用いている。このような例は、教師用の「指導の手引き」といった指導書にも見られ、秦郁彦が「ドイツについては『侵入』という言葉を使っているのに対して、同じことをやってもソ連は『進駐』という表現になる。それで日本となると『侵出』となる」という例を、藤岡信勝との対談の中で紹介している。また、関寛治はソ連によるアフガン侵攻を「進攻」という字句で表現し、高木正幸はハンガリー動乱について自著で触れる際、「ソ連軍によるハンガリー進入」と表現し、坂本義和も「アフガニスタン侵入」と表現している
また、神田文人は一般向け通史で以下のように記している。
中宮崇は、『筑紫哲也 NEWS23』が映画『セブン・イヤーズ・イン・チベット』を紹介した際には、「この映画は中国による『自治権拡大』を描いた」というナレーションを流していると批判した。
浅羽通明は、かつて家永教科書裁判の際には「国家権力による教育の統制である」と反対していた勢力が新しい歴史教科書をつくる会の採択阻止のために教科書検定に頼ったとし、その図式を「ダブルスタンダード」と批判した。また稲垣武は、2001年2月21日の『朝日新聞』は「つくる会」教科書の白表紙本（検定中のものであり公表が禁じられている）の内容をあげつらい「中韓など反発必至」と報じているとし、こうした態度を新聞報道の倫理から逸脱していると批判した。

### 侵略を「解放」とみなす事例
入江曜子は、国歌国旗法制定以後の日本を、「日本は戦争で悪いことをしたのではなかったと短絡する人たちを輩出した」とした上で、その傾向はいま「侵略」を「解放」と言い換える口当たりのいい国家主義的方向へ収斂されつつあると述べている。
この「解放」という言葉は、共産主義陣営国家が自由主義陣営国家に対して侵略を行った際に使用してきた用語である。たとえば、中華人民共和国によるチベット侵略を、中国側は「平和解放」と呼ぶ。他に、小島晋治と丸山松幸は、「人民解放軍、チベットのラサに進駐」と記す。
家永三郎は教師用の指導資料でベトナム戦争を「ベトナム人民の総決起により、ベトナム全土は解放され…前後して、カンボジア、ラオスも解放され…続いて南北ベトナムは統一され」と書いた。
尹健次は、朝鮮戦争を北からの視点で見ると「祖国解放戦争」と呼び、油井大三郎は、朝鮮戦争が韓国が北朝鮮を侵略した「北侵」、もしくは韓国が北朝鮮に軍事挑発を行い、それに対して北朝鮮が反撃を加えた「南侵誘導」を示唆、北朝鮮による「解放戦争」「統一戦争」と主張し、朝鮮戦争が北朝鮮による侵略戦争であることを否認した。
南ベトナム解放民族戦線の略称は「ベトコン」であったが、これは蔑称であるともされた。阿奈井文彦は、1965年2月16日付の朝日新聞では「ベトコン」が紙面に使われていたが、本多勝一のルポルタージュ『戦場の村』以降、正式名称で書かれるようになったのではないかと回想している。なお、山本夏彦は実態は「解放戦線」ではなく「共産軍」であり、岩波書店も朝日をはじめとする大新聞もこの嘘で読者を欺いたと断じている）。
進歩的文化人が寄稿することが多い岩波書店が発行している国語辞典『広辞苑』でも同様の書き換えが見られる。広辞苑の各版を比較分析した水野靖夫によると、日英同盟の説明文は、初版では「ロシヤのアジアへの侵出」となっていたが、第2版以降では「ロシアのアジア進出」に書き換わっている。意図的なものなのである。
なお、1968年にソビエト連邦がチェコスロバキアを「解放」していた当時、ソ連国内で用いられていた歴史教科書では、アレクサンドル・スヴォーロフ元帥がフランス革命戦争に乗じて行った地中海・北イタリア遠征について「ギリシャの島々を解放し土地の人々に自由を保障した。……ナポリを解放し、凱歌をあげてローマに入城した。北イタリアを解放した後、スヴォーロフはパリへの行軍を準備した」と記述していた。この「解放」という表現は日本国内にとどまらず、アメリカの著述家であるマーティン・ガードナーも使用していた。
なお、共産党を離党した人物の中には、「チェコ侵略」と書くものもあった。安東仁兵衛である。
また、この誤報事件の当事者（火付け役）であり、最後まで謝罪も訂正も行わなかった当の朝日新聞は、1985年9月8日付社会面のコラム『残留孤児』で、「東洋の小国が世界の大帝国に勝った、と日本が酔いしれた日露戦争は、中国東北部（旧満洲）に進入したロシア軍に日本が『危機感』を持ち、起きた」と記している。

### 戦争責任条項への批判
長谷川三千子は、侵略という語はヴェルサイユ条約231条の戦争責任条項で「戦争の勝者が敗者に対して自らの要求を正当化するために負わせる罪」のレッテルとして登場した経緯があり、国際社会において法の支配ではなく力の支配を肯定し、国家の敵対関係をいつまでも継続させる概念であると指摘する。

## その他
二国間以上で正式に合意された条約などに基づき、他国による軍の駐留は侵略にあたらない。例えばアメリカによる日本各地での駐留軍は、日米安全保障条約に基づいて内外の了承を得ているもののため、日本への侵略行為には当たらない。